# رينيو-لو-فران
رينيو-لو-فران (بالفرنسية: Rignieux-le-Franc)‏ هي بلدية فرنسية تقع في إقليم آن في فرنسا. رمز إنسي لها هو:1325. أما الرمز البريدي لها فهو: 1800.